# W93 (核彈頭)
W93是美國的一款熱核彈頭，計劃自2034年開始替換在美國海軍潛艇上的W76和W88核彈頭。W93將搭載在新型的哥倫比亞級核潛艇上，並會使用新的氣動外殼，Mark 7重返大氣層載具。
Mark 7重返大氣層載具亦會用於英國的新型彈頭，與W93同時設計，並共享一些非核組件。

## 設計
預計彈頭將包含改進的安全功能如低敏感度高爆炸藥(英語: insensitive high explosives)等。設計會基於先前進行過核試驗的組件，並不需要進行新的核試驗。